# Splatalogue
Splatalogue es una base de datos para espectroscopia astronómica la cual contiene información sobre las casi 6 millones de líneas espectrales,[cita requerida] y es mantenida por el Observatorio Nacional de Radio Astronomía (NRAO, por su sigla en inglés National Radio Astronomy Observatory). Splatalogue contiene datos de 7 catálogos y otras fuentes de datos de líneas espectrales. Es accesible mediante una interfaz de búsqueda en línea. El nombre es un acrónimo de spectral line catalogue (catálogo de líneas espectrales). Las líneas espectrales contenidas en Splatalogue varían en un rango de frecuencia que va desde los 400 a los 3.22×1018 Hz (400 Hz a 3.22 PHz), o equivalentemente, longitudes de onda desde los 97.25 nm a los 749.5 km. Cerca del 99.99% de las líneas están en frecuencias espectrales de microondas, milimétrica y submilimétrica (1 GHz a 10 THz), dado que el catálogo es usado principalmente por astrónomos observacionales utilizando instrumentos tales como el ALMA y el VLA Karl G. Jansky y GBT Robert C. Byrd del NRAO.